# 多子街
多子街是江苏扬州市中心的一条著名商业街，东西走向，即今甘泉路的东半段。明、清时期，这条街位于扬州新城，正对扬州旧城的小东门。这条街最初由于集中许多绸缎铺，名为缎子街，由于与“断子”谐音，不太吉利，于是改名为在扬州方言中与缎子街谐音的“多子街”。旧时扬州婚俗，娶亲花轿都要经多子街，以求多子多福。
1951年，这条街拓宽成宽12米的马路。更名为邗江路，1970年代又更名为甘泉路。